# Château de Dun-sur-Auron
Ne doit pas être confondu avec Hôtel particulier de Dun-sur-Auron, Fortifications de Dun-sur-Auron ou Dun-sur-Auron.
Le château de Dun-sur-Auron, également dénommé « La Salle-le-Roi », ou encore « Palais Royal » est localisé au cœur du centre-ville de la commune de Dun-sur-Auron, ville située dans le département du Cher, en région du Centre-Val de Loire. Le chantier de construction du Château débute au cours du 1er quart du XIIIe siècle, en 1202. Le tout premier élément édifié du site médiéval est sa porte. Fréquemment confondue avec un donjon, cette porte est également connue sous le nom de « porte de l'Horloge ». À cette époque, au début du XIIIe siècle, elle faisait office d'accès principal pour la seconde enceinte fortifiée de la cité dunoise. La mise-en-place de cette deuxième fortification se manifeste dès lors comme un renforcement de la défense de Chatel vieil. À la fin du XIVe siècle, une deuxième phase de construction s'inscrit dans la partie Est de l'enceinte. Dès lors, l'entrée monumentale dite de « l'Horloge » ne possède plus sa vocation de porte de ville. Toutefois, l'arc monumental conserve sa destination de beffroi. D'importants travaux de remise en état sont effectués au début du XVe siècle, conduisant ainsi à la restauration complète de charpente. À cette occasion, le bâtiment est complété par un escalier hélicoïdal. En 1856, l'ensemble de la toiture subie de lourdes réfections.
Le donjon ou « Tour de l'Horloge » du château de Dun-sur-Auron fait l'objet d'un classement sur la liste des monuments historiques de France (plus précisément celle du Cher depuis le 27 décembre 1913. Ultérieurement, l'intérieur de l'édifice médiéval est modifié afin d'abriter un musée.

## Localisation
Le cadre géographique de la commune de Dun-sur-Auron correspond à la dépression dessinée par la vallée de l'Auron et l'ensemble naturel de la champagne berrichonne. Les premières structures du site dunois, édifiées dès l'Âge du fer sur un plateau de nature calcaire. La ville, à l'époque gallo-romaine est longée par la via romana qui relie Bourges / Avaricum à Lugdunum.
Au cours du Moyen Âge, aux Xe  et  XIe siècle, la cité dunoise est limitrophe du Bourbonnais. Elle fait alors partie intégrante des terres appartenant au Berry. Au cours de cette même période, Dun se présente comme étant la 3e agglomérations du territoire berrichon après Bourges et Issoudun.
Le château dit « La Salle-au-Roi » est localisé au cœur du centre-ville de Dun-sur-Auron. Les structures de l'édifice médiéval se déploient simultanément sur la « place de la Halle », la « place du Châtelet », et le « boulevard du Midi ».

## Historique
Au cours du XIe siècle, le château de Dun-sur-Auron tient lieu de demeure des vicomtes dunois. L'édifice fait l'objet d'un rachat par Philippe Ier vers 1100. L'ancienne demeure des vicomtes de Dun-sur-Auron subie alors une refonte puis une réfection complètes.
À cette époque, la cité médiévale de Dun est attestée sous le nom de « Duno », terme mentionné en 1095. Ce toponyme succède à un autre nom, celui de « Dunesi », un terme attesté au Haut Moyen Âge (période carolingienne, 880. Ces deux toponymes trouvent leurs origines dans le mot de racine gallo-romaine, Dunum, lequel renvoie à la notion d'« enceinte fortifiée », selon les linguistes (notamment Ernest Nègre.
Au XIe  et  XIIe siècle, la cité de Dun-sur-Auron se présente sous la forme de bastion avancé du territoire royal de France. La ville dunoise est incluse territoire capétien à partir de 1101,. Celle-ci est alors pourvue d'un mur d'enceinte.
Entre 1202 et 1203, les fortifications du château sont entièrement remaniées sous l'impulsion de Philippe Auguste. L'enceinte est alors adjointe de courtines, de tours latérales et d'un donjon.
D'autres aménagements d'ampleur sont opérés sur le l'ancien logis des vicomtes de Dun au cours du XIVe siècle. Conséquence d'une mise à sac de la cité berrichonne en 1430, le Château de Dun-sur-Auron fait dès lors l'objet d'une importante reconstruction.
Au XVIIe siècle, l'une des ailes de l'édifice est réorganisée afin de faire office de chambre d'auditoire d'une part, de prison et de conciergerie, d'autre part.
Enfin, au cours du XIXe siècle, le château devient uniquement un bâtiment destiné à l'incarcération et tient lieu de tribunal juridictionnel.

## Architecture

### La Porte de l'Horloge
La porte dite « de l'Horloge » est disposée sur un plan d'architecture de forme carrée. Elle présente en outre deux tourelles qui se déploient sur chacun des angles de sa façade. Le type d'architecture de la porte monumentale dunoise, dont le prototype serait le donjon de Bourges, réalisé aux environs de 1190 sous l'impulsion de Philippe Auguste. Son style architectural se manifeste également au sein d'autres édifices médiévaux tels que le celui du Louvre et dont la période de construction s'échelonne entre 1200 et 1300